# Teura Tarahu-Atuahiva
Teura Tarahu-Atuahiva est une personnalité politique polynésienne, représentante à l'Assemblée de la Polynésie française.
Lors de l'élection des représentants à l'Assemblée de la Polynésie française de 2013, elle quitte le parti de Oscar Temaru et démissionne du conseil municipal de Faaa pour rejoindre A Ti'a Porinetia avec lequel elle est élue.